# Радљево
Радљево је насеље у Србији у општини Уб у Колубарском округу. Према попису из 2022. било је 379 становника.
Овде се налазе Црква Покрова Пресвете Богородице у Радљеву и Рудник лигнита Радљево.
- Радљево - панорама

## Демографија
У насељу Радљево живи 497 пунолетних становника, а просечна старост становништва износи 43,3 година (43,2 код мушкараца и 43,4 код жена). У насељу има 208 домаћинство, а просечан број чланова по домаћинству је 3,00.
Ово насеље је великим делом насељено Србима (према попису из 2002. године), а у последња три пописа, примећен је пад у броју становника.
|  |

| Демографија | Демографија | Демографија |
| Година      | Становника  | Становника  |
| ----------- | ----------- | ----------- |
| 1948.       | 1.165       |             |
| 1953.       | 1.172       |             |
| 1961.       | 1.136       |             |
| 1971.       | 948         |             |
| 1981.       | 774         |             |
| 1991.       | 678         | 677         |
| 2002.       | 607         | 612         |

| Етнички састав према попису из 2002.‍ | Етнички састав према попису из 2002.‍ | Етнички састав према попису из 2002.‍ | Етнички састав према попису из 2002.‍ | Етнички састав према попису из 2002.‍ |
| ------------------------------------ | ------------------------------------ | ------------------------------------ | ------------------------------------ | ------------------------------------ |
|                                      |                                      |                                      |                                      |                                      |
| Срби                                 | Срби                                 |                                      | 601                                  | 99,01%                               |
| Немци                                | Немци                                |                                      | 1                                    | 0,16%                                |
| непознато                            | непознато                            |                                      | 0                                    | 0,0%                                 |

| Година пописа     | 1948. | 1953. | 1961. | 1971. | 1981. | 1991. | 2002. |
| ----------------- | ----- | ----- | ----- | ----- | ----- | ----- | ----- |
| Број домаћинстава | 263   | 250   | 283   | 254   | 228   | 208   | 201   |

| Број чланова      | 1  | 2  | 3  | 4  | 5  | 6  | 7 | 8 | 9 | 10 и више | Просек |
| ----------------- | -- | -- | -- | -- | -- | -- | - | - | - | --------- | ------ |
| Број домаћинстава | 51 | 45 | 30 | 35 | 17 | 15 | 7 | 1 | 0 | 0         | 3,00   |

| Пол    | Укупно | Неожењен/Неудата | Ожењен/Удата | Удовац/Удовица | Разведен/Разведена | Непознато |
| ------ | ------ | ---------------- | ------------ | -------------- | ------------------ | --------- |
| Мушки  | 252    | 68               | 157          | 22             | 5                  | 0         |
| Женски | 270    | 54               | 160          | 50             | 5                  | 1         |
| УКУПНО | 522    | 122              | 317          | 72             | 10                 | 1         |

| Пол    | Укупно                    | Пољопривреда, лов и шумарство | Рибарство                            | Вађење руде и камена | Прерађивачка индустрија       |
| ------ | ------------------------- | ----------------------------- | ------------------------------------ | -------------------- | ----------------------------- |
| Мушки  | 152                       | 58                            | 0                                    | 41                   | 25                            |
| Женски | 64                        | 33                            | 0                                    | 0                    | 6                             |
| УКУПНО | 216                       | 91                            | 0                                    | 41                   | 31                            |
| Пол    | Производња и снабдевање   | Грађевинарство                | Трговина                             | Хотели и ресторани   | Саобраћај, складиштење и везе |
| Мушки  | 6                         | 4                             | 5                                    | 4                    | 2                             |
| Женски | 1                         | 0                             | 4                                    | 3                    | 1                             |
| УКУПНО | 7                         | 4                             | 9                                    | 7                    | 3                             |
| Пол    | Финансијско посредовање   | Некретнине                    | Државна управа и одбрана             | Образовање           | Здравствени и социјални рад   |
| Мушки  | 0                         | 1                             | 1                                    | 0                    | 1                             |
| Женски | 0                         | 2                             | 4                                    | 6                    | 2                             |
| УКУПНО | 0                         | 3                             | 5                                    | 6                    | 3                             |
| Пол    | Остале услужне активности | Приватна домаћинства          | Екстериторијалне организације и тела | Непознато            | Непознато                     |
| Мушки  | 2                         | 0                             | 0                                    | 2                    | 2                             |
| Женски | 1                         | 0                             | 0                                    | 1                    | 1                             |
| УКУПНО | 3                         | 0                             | 0                                    | 3                    | 3                             |